# Инспекция пана Анатоля
«Инспекция пана Анатоля» (пол. Inspekcja pana Anatola) — польский художественный фильм, криминальная комедия 1959 года. Продолжение приключений героя фильмов «Шляпа пана Анатоля» и «Пан Анатоль ищет миллион».

## Сюжет
Анатоль Ковальский работает в страховой фирме. Он приехал в город, где ведутся приготовления к конкурсу красоты. Анатоль официально в отпуске, но на самом деле он расследует аферу, связанную с исчезновением большого количества дамских купальных костюмов. К сожалению, в поезде Анатоль обменялся чемоданом с другим пассажиром, иностранцем. Из-за этой случайности он имеет неожиданный успех — все думают, что он приехал искать талантливых девушек в заграничный фильм.

## В ролях
- Тадеуш Фиевский — Анатоль Ковальский
- Хелена Маковская — Манюшка, жена Анатоля
- Станислав Яворский — майор милиции
- Бронислав Павлик — поручник Станислав Заремба, прикидывающийся лакея
- Зыгмунт Хмелевский — Ян Вольский, директор страховой компании
- Богумил Кобеля — президент клуба «40 и 4 буквы»
- Хенрик Клюба — вице-президент клуба «40 и 4 буквы»
- Кристина Сенкевич — девушка в клубе
- Барбара Поломская — Бася Квятковская
- Стефания Гурская — Филомена
- Александер Дзвонковский — Фелюс Пивко
- Мечислав Павликовский — Аполло Годоць
- Людвик Бенуа — маг Барнаба Старский
- Стефан Бартик — кондуктор
- Лена Вильчиньская — женщина на перроне
- Кристина Фельдман — член жюри конкурса красоты
- Юзеф Лодыньский — член жюри конкурса красоты
- Магда Целювна — Зося
- Мирослава Ломбардо — девушка в Парижеве
- Кристина Колодзейчик — девушка в Парижеве
- Данута Старчевская — девушка в Парижеве
- Кристина Церняк-Моргенштерн — девушка в Парижеве
- Анна Чапникувна — девушка в Парижеве
- Станислав Барея — фотограф в Парижеве
- Анджей Красицкий — продавец в комиссионном магазине
- Стефан Витас — тенор
- Казимеж Деюнович — американец
- Игор Пшегродский — парикмахер
- Мариуш Горчиньский — стиляга
- Бронислав Дарский — сержант
- Леонард Петрашак и др.